# 戴安娜牛排
戴安娜牛排（英語：Steak Diane）是一道由煎牛排配以醬汁的菜餚。最初是在餐桌旁现场烹饪，有时会焰燒。它很可能是在1930年代的伦敦发明的。从1940年代到60年代，它是所谓“欧陆菜系”的标准菜品，现在被认为是复古菜。

## 历史
“戴安娜牛排”并不出现在法餐的经典菜谱中；它很可能是在1930年代的伦敦发明的，尽管有一种说法认为是在比利时的奥斯坦德。
戴安娜这个名字源自罗马狩猎女神狄阿娜，曾用于各种与狩猎相关的食物，1914年就有记载的“戴安娜鹿肉排”虽然也是煎炒和焰烧，但其酱汁和配料中包含水果，与后来的戴安娜牛排食谱不同。
戴安娜牛排在第二次世界大战前就已为人所知。1938年的一份伦敦报纸报道了圣莫里茨的巴德吕特皇宫酒店提供“香槟和戴安娜牛排至午夜”。1955年有报道称，1930年代梅费尔夸利诺餐厅的主厨巴尔托洛梅奥·卡尔代罗尼推广了“当时罕见的戴安娜牛排，他亲自为当时的威尔士亲王（后来的温莎公爵）烹制这道他最喜欢的菜”。事实上，卡尔代罗尼在1988年声称是他发明了这道菜。根据1957年的一篇文章，路易斯·蒙巴顿在1930年代是伦敦巴黎咖啡馆的常客，“几乎总是点同样的晚餐——18个生蚝和戴安娜牛排”。
澳大利亚到1940年便有这道菜，当时一篇关于悉尼罗马诺餐厅的文章提到它是该餐厅的招牌菜。罗马诺的领班托尼·克莱里奇说他1938年在伦敦梅菲尔的托尼烧烤餐厅时发明了这道菜，并以黛安娜·曼納斯的名字命名。克莱里奇可能是从夏尔·加洛-塞尔瓦那里学到这道菜的，塞尔瓦曾在伦敦的夸利诺餐厅工作。
1940年这道菜也已经出现在美国，尽管当时并不广为人知。40年代后期，戴安娜牛排经常出现在受纽约社交界欢迎的餐厅菜单上，可能是桌边焰烧菜品潮流的一部分。德雷克酒店和谢里-尼德兰酒店的餐厅以及殖民地、21俱樂部和亭楼餐厅都供应这道菜。在纽约，这道菜通常被认为是德雷克酒店的领班贝尼亚米诺·斯基亚翁（外号“德雷克的尼诺”）所发明的。1968年有人说斯基亚翁与路易吉·夸利诺在比利时奥斯坦德的海滩餐厅发明了这道菜，并以一位“1920年代的美人”或“1920年代欧洲上流社会的一位显赫女士”的名字命名。在德雷克酒店，它被称为“尼诺牛排”。2017年，又有人提出里约热内卢的科帕卡瓦纳宫酒店是戴安娜牛排的发明者。

## 食谱
戴安娜牛排类似于黑椒牛排。早期的食谱材料很少：牛排、黄油、辣醬油、胡椒、盐和切碎的欧芹，可能还有蒜。牛排切薄或拍薄以便快速烹饪，在调味的黄油和辣酱油中煎炒，然后撒上欧芹装饰。当时并不焰烧。后来的美国版本更加复杂：1953年的三个纽约食谱添加了白兰地、雪利酒、蝦夷蔥、干芥末和/或柠檬汁。只有一个食谱明确要求火焰烹调：酱汁用白兰地、干雪利酒或马德拉酒点火，然后浇在牛排上。一些较新的食谱在酱汁中加入奶油或蘑菇或两者都加。其他的则更类似于较早的食谱。